# Bemmelse Dweildag
De Bemmelse Dweildag is een festival voor dweilorkesten, dat sinds 1986 jaarlijks wordt gehouden in Bemmel (gemeente Lingewaard) op de tweede zondag in juni. Het festival telt ongeveer 60 dweilorkesten die op 10 podia kunnen optreden. Dit festival trekt ongeveer 1250 muzikanten en 25.000 bezoekers.
De Bemmelse Dweildag is het grootste dweilevenement in Nederland met soms ook buitenlandse acts. Ieder jaar wordt er gestreden om het Nederlands Kampioenschap voor Dweilorkesten.

## Nederlands Kampioenschap Dweilorkesten

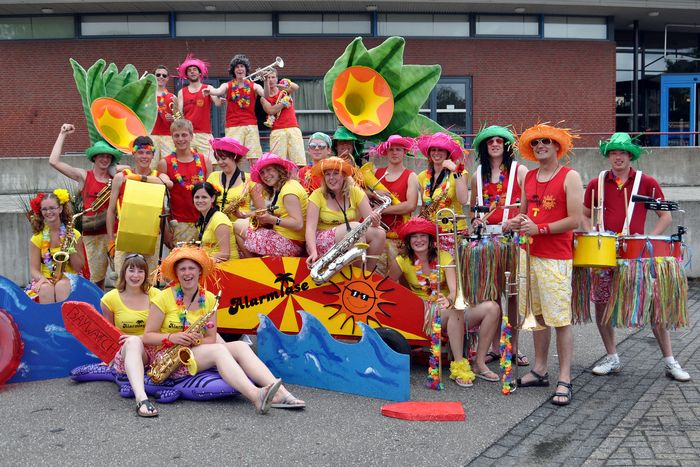
Alarmfase 3 tijdens Bemmelse Dweildag in 2009

Voor alle dweilorkesten die naar Bemmel komen, staat plezier maken voorop. Veel orkesten willen daarnaast in een vriendschappelijke sfeer een wedstrijd met elkaar aangaan, op het gebied van repertoirekeuze, muzikaliteit en show.
Om aan beide behoeften tegemoet te komen heeft de Stichting Bemmelse Dweildag gekozen voor een tweeledige opzet: leut- en wedstrijdklasse, met daarin de volgende categorieën:
LeutklasseDe orkesten in deze klasse trekken puur voor de gezelligheid musicerend rond over het festival. Niemand speelt voor een prijs, hoewel er vele prijzen worden weggegeven.
WedstrijdklasseDweilorkesten die zich graag willen presenteren voor een deskundige jury en zich willen meten aan collega-orkesten, dingen mee naar de titel "Nederlands Kampioen Dweilorkesten".

## Winnaars
- 1987: Joekels (Boxmeer)
- 1988: Blaanke Blazers (Oldenzaal)
- 1989: Blaanke Blazers (Oldenzaal)
- 1990: Valleibloazers (Amersfoort)
- 1991: Valleibloazers (Amersfoort)
- 1992: 't Is Niks en t Wurt Niks (Sittard)
- 1993: Valleibloazers (Amersfoort)
- 1994: Notenkrakers (Zevenbergen)
- 1995: Notenkrakers (Zevenbergen)
- 1996: Notenkrakers (Zevenbergen)
- 1997: Notenkrakers (Zevenbergen)
- 1998: Stadse Blaozers (Willemstad)
- 1999: Stadse Blaozers (Willemstad)
- 2000: Stadse Blaozers (Willemstad)
- 2001: Plekbend (Hilvarenbeek)
- 2002: Neutebloazers (Diemen)
- 2003: Lithe Bloas (Zweden)
- 2004: Stadse Blaozers (Willemstad)
- 2005: Stadse Blaozers (Willemstad)
- 2006: Stadse Blaozers (Willemstad)
- 2007: Deurdweilers (Angeren)
- 2008: Deurdweilers
- 2009: Dweilorkest De Menaemer Feintsjes (Menaldum)
- 2010: Alarmfase 3 (Bemmel)
- 2011: Alarmfase 3
- 2012: Algemeen: Deurdweilers; muzikaal: De Útlopers (Sneek); show: Deurdweilers
- 2013: Algemeen: Dweilorkest De Menaemer Feintsjes; muzikaal: De Eierjongens (Winterswijk); show: Dweilorkest De Menaemer Feintsjes
- 2014: Algemeen: Toeter nog maar 1 (Harderwijk); muzikaal: Toeter nog maar 1; show: Toeter nog maar 1.
- 2015: Algemeen: De Útlopers (Sneek); muzikaal: De Útlopers; show: De Útlopers.
- 2016: Algemeen: De Útlopers; muzikaal: De Útlopers; show: De Útlopers.
- 2017: Algemeen: De Útlopers; muzikaal: De Útlopers; show: De Útlopers.
- 2018: Algemeen: Dweilorkest De Menaemer Feintsjes; muzikaal: De Feesttoeters (Sassenheim); show: Dweilorkest De Menaemer Feintsjes
- 2019: Algemeen: Dweilorkest De Menaemer Feintsjes; muzikaal: De Feesttoeters; show: Dweilorkest De Menaemer Feintsjes
- 2020: geen doorgang i.v.m. corona
- 2021: geen doorgang i.v.m corona
- 2022: Algemeen: Outblast(Vlijmen); muzikaal: Outblast; show: Outblast
- 2023: Algemeen: The Brassholes(Leiden); muzikaal: The Brassholes; show: De Menaemer Feintsjes
- 2024: Algemeen: The Brassholes (Leiden); Muzikaal: The Brassholes (Leiden); Show: De Utlopers